# Supercopa de España femenina de baloncesto 2018
La Supercopa de España femenina de baloncesto 2018 o SuperCopa LF 2018 fue la 16ª edición desde su fundación. Se disputó en el Pabellón Municipal de Würzburg de Salamanca, Castilla y León, el día 10 de octubre de 2018, donde el equipo local, el Perfumerías Avenida, conquistó el título por octava vez en su historia, siendo además esta la tercera vez consecutiva que lo logra.

## Equipos participantes
Los equipos participantes de acuerdo a los criterios de participación establecidos por la FEB fueron: 
| Equipo               | Clasificación                                        | Participación |
| -------------------- | ---------------------------------------------------- | ------------- |
| Perfumerías Avenida  | Campeón de la Liga Femenina y de la Copa de la Reina | 13.ª          |
| Spar Citylift Girona | Subampeón de la Copa de la Reina                     | 4.ª           |

## Árbitros
Los árbitros elegidos para arbitrar la Supercopa fueron:
- Francisco Javier Bravo Loroño
- Yasmina Alcaraz Moreno
- Laura Piñeiro Amondaray

## Final
| 10 de octubre de 2018 | Perfumerías Avenida                                       | 72–62                                 | Spar Citylift Girona                                | Salamanca |  |
| 21:00                 | Parciales: 19–18, 20–19, 15–10, 18–15                     | Parciales: 19–18, 20–19, 15–10, 18–15 | Parciales: 19–18, 20–19, 15–10, 18–15               | |  |
|                       | Estadísticas Elonu 17 de Souza 11 Domínguez 9 de Souza 27 | Reporte Pts Reb Asts Val              | Estadísticas 19 Colhado 9 Murphy 5 Palau 16 Colhado | Pabellón: Pabellón Municipal de Würzburg Asistencia: 2300 espectadores Árbitros: Francisco Javier Bravo Loroño, Yasmina Alcaraz Moreno, Laura Piñeiro Amondaray Televisión: |  |

### Plantillas
| #          | Jugadora          |
| ---------- | ----------------- |
| 2          | Adaora Elonu      |
| 6          | Silvia Domínguez  |
| 7          | Belén Arrojo      |
| 9          | Elin Eldebrink    |
| 10         | María Asurmendi   |
| 11         | Aija Putniņa      |
| 14         | Érika de Souza    |
| 15         | Laura Gil         |
| 22         | Krisi Givens      |
| 0          | Angelica Robinson |
| Entrenador |                   |
| Lino López |                   |

| Campeonas de la Supercopa de España femenina de baloncesto 2018 |
| --------------------------------------------------------------- |
| Perfumerías Avenida 8.º título                                  |

| MVP:           |
| -------------- |
| Érika de Souza |

| #          | Jugadora           |
| ---------- | ------------------ |
| 1          | Nuria Martínez     |
| 3          | Laia Palau         |
| 6          | Rosó Buch          |
| 14         | Eshaya Murphy      |
| 16         | Helena Oma         |
| 24         | Keisha Hampton     |
| 31         | Nádia Colhado      |
| 44         | Julia Reisingerova |
| Entrenador |                    |
| Èric Suris |                    |